# Theodor Lachner
Theodor Lachner (* 1. Juli 1795 in Rain; † 22. Mai 1877 in München) war ein deutscher Hoforganist und Musiklehrer.

## Leben
Theodor Lachner war das einzige überlebende Kind des Rainer Stadtpfarrorganisten Anton Lachner (1756–1820) und dessen erster Ehefrau Maria Katharina Schaumberger geb. Hörmann († 1797). Der zweiten Ehe seines Vaters entstammten die Halbbrüder Franz (1803–1890), Ignaz (1807–1895) und Vinzenz Lachner (1811–1893), die alle sehr erfolgreiche Kapellmeister und Komponisten ihrer Zeit wurden. 
Lachner besuchte das Gymnasium in Neuburg an der Donau, das er erst im Alter von 24 Jahren abschloss. Anschließend zog er nach München, wo er bis zu seinem Lebensende wohnen blieb. Dort betätigte er sich zunächst als Klavierlehrer und als Instrumentalist im Orchester des Isartortheaters. Nach der Schließung des Theaters 1825 wurde er Organist an der Damenstiftskirche St. Anna. 1832 wechselte er, zunächst als unbesoldeter Vertreter des amtierenden Organisten Johann Baptist Moosmayer, an die Stadtpfarrkirche St. Peter, wo er nach Moosmayers Tod 1833 als dessen Nachfolger angestellt wurde. 1845 wurde er zum königlichen Hoforganisten ernannt. Ab 1829 war er kurzzeitig als Musiklehrer an der „Musikalischen Lehranstalt“ des königlichen Hofmusikers und Geigers Karl Mayer (1799–1804) und von 1842 bis 1871 am königlichen Erziehungsinstitut tätig. Vereinzelt trat er auch als Pianist in kleineren Kammermusikkonzerten des Philharmonischen Vereins auf. 1871 legte er alle Ämter nieder und trat in den Ruhestand. 
Theodor Lachner war zweimal verheiratet. Seine erste Ehe schloss er 1822 mit Margaretha Maier (1795–1832), mit der er zwei Töchter bekam. Nach dem Tode seiner ersten Frau heiratete er 1833 Franziska Wisneth (1794–1868). Mit ihr hatte er zwei Söhne und eine Tochter, darunter Theodor Lachner jun. (1833–1909), der ebenfalls Musiker wurde.
Theodor Lachner komponierte mindestens 36 Werke, von denen die meisten verschollen sind. Erhalten blieben mehrere Klavierstücke und ein Lied.